# Liste der brasilianischen Botschafter in Saudi-Arabien
1968 nahmen die Regierung von Artur da Costa e Silva und die Regierung von Faisal ibn Abd al-Aziz diplomatische Beziehungen auf.
1986 wurde die Botschaft von Dschidda in die Ibin Zaher Street in Riad verlegt. Der Botschafter in Riad ist regelmäßig auch in Sanaa (Jemen) akkreditiert.
| Ernannt       | Name                                    | Bemerkungen | ernannt während der Regierung von    | akkreditiert während der Regierung von | Posten verlassen |
| ------------- | --------------------------------------- | --- | ------------------------------------ | -------------------------------------- | ---------------- |
| 1973          | Murillo Gurgel Valente                  | | Emílio Garrastazu Médici             | Faisal ibn Abd al-Aziz                 | 14. Feb. 1975    |
| 15. Feb. 1975 | Clovis Correa Palmeiro da Fontoura      | Geschäftsträger | Ernesto Geisel                       | Chalid ibn Abd al-Aziz                 | 23. Feb. 1975    |
| 24. Feb. 1975 | Murillo Gurgel Valente                  | | Ernesto Geisel                       | Chalid ibn Abd al-Aziz                 | 25. Mai 1975     |
| 26. Mai 1975  | Clovis Correa Palmeiro da Fontoura      | Geschäftsträger | Ernesto Geisel                       | Chalid ibn Abd al-Aziz                 | 14. Juli 1975    |
| 15. Juli 1975 | Augusto Cesar de Vasconcellos Goncalves | Geschäftsträger | Ernesto Geisel                       | Chalid ibn Abd al-Aziz                 | 24. Juli 1975    |
| 25. Juli 1975 | Clovis Correa Palmeiro da Fontoura      | Geschäftsträger | Ernesto Geisel                       | Chalid ibn Abd al-Aziz                 | 1. Okt. 1975     |
| 2. Okt. 1975  | Murillo Gurgel Valente                  | | Ernesto Geisel                       | Chalid ibn Abd al-Aziz                 | 1979             |
| 12. Nov. 1984 | Celso Diniz                             | [ 2 ] | João Baptista de Oliveira Figueiredo | Fahd ibn Abd al-Aziz                   |                  |
| 23. Aug. 1990 | Luiz Villarinho Pedroso                 | (* 10. August 1934 in Rio de Janeiro), Sohn von Thereza Villarinho Pedroso und Érico Chagas de Pedroso                                                                         | Fernando Collor de Mello             | Fahd ibn Abd al-Aziz                   |                  |
| 29. Sep. 1995 | Sérgio Martins Thompson Flores          | [ 3 ] | Fernando Henrique Cardoso            | Fahd ibn Abd al-Aziz                   |                  |
| 27. Juli 1999 | Luiz Sérgio Gama Figueira               | (* 10. Januar 1941 in Rio de Janeiro), Sohn von Cecilia Gama Figueira und Aguinaldo dos Reis Figueira ab 2000 auch in Maskat (Oman) akkreditiert, 2005 Botschafter in Helsinki | Fernando Henrique Cardoso            | Fahd ibn Abd al-Aziz                   |                  |
| 9. Sep. 2005  | Isnard Penha Brasil Junior              | [ 5 ] | Luiz Inácio Lula da Silva            | Fahd ibn Abd al-Aziz                   |                  |
| 25. März 2008 | Sérgio Luiz Canaes                      | (* 29. September 1954 in São Paulo), Sohn von Nadir Santin Canaes und Jurandyr Canaes, 1996: Geschäftsträger in Beirut                                                         | Luiz Inácio Lula da Silva            | Fahd ibn Abd al-Aziz                   |                  |
| 14. Aug. 2013 | Flávio Marega                           | (* 28. Mai 1960 in Paranavaí PR) Sohn Olga Dal Bem Marega und Guido Marega | Dilma Rousseff                       | Fahd ibn Abd al-Aziz                   |                  |